# Semiothisa oleochroa
Semiothisa oleochroa är en fjärilsart som beskrevs av George Francis Hampson 1909. Semiothisa oleochroa ingår i släktet Semiothisa och familjen mätare. Inga underarter finns listade i Catalogue of Life.